# Liste der Nummer-eins-R&B-Alben in den USA (2007)
Dies ist eine Liste der Nummer-eins-Alben in den von Billboard ermittelten Verkaufscharts für R&B- sowie Rap-Alben in den USA im Jahr 2007. In diesem Jahr erreichten dreiunddreißig R&B-Alben und zweiundzwanzig Rap-Alben Nummer-eins-Status.

## R&B-Alben (Top 100)
| ← 2006 ← | Liste der Nummer-eins-R&B-Alben in den USA | Liste der Nummer-eins-R&B-Alben in den USA | Liste der Nummer-eins-R&B-Alben in den USA | 2008 →                    |
| \| Zeitraum \| Wo. ges. \| Interpret \| Titel \| Zusätzliche Informationen \| \| (Zeitraum, Wochen auf Platz eins, Interpret, Titel, zusätzliche Informationen) \| \| \| \| \| \| ------------------------------------------------------------------------------ \| -------- \| ---------------------------------- \| -------------------------------------------- \| ------------------------- \| \| 30. Dezember 2006 – 5. Januar 2007 1 Woche (insgesamt 1) \| 1 \| Young Jeezy \| The Inspiration[1] \| – \| \| 6. Januar 2007 – 12. Januar 2007 1 Woche (insgesamt 1) \| 1 \| Nas \| Hip Hop Is Dead[2] \| – \| \| 13. Januar 2007 – 19. Januar 2007 1 Woche (insgesamt 1) \| 1 \| Omarion \| 21[3] \| – \| \| 20. Januar 2007 – 9. Februar 2007 3 Wochen (insgesamt 3) \| 3 \| Original Motion Picture Soundtrack \| Dreamgirls: Music from the Motion Picture[4] \| – \| \| 10. Februar 2007 – 16. Februar 2007 1 Woche (insgesamt 1) \| 1 \| Pretty Ricky \| Late Night Special[5] \| – \| \| 17. Februar 2007 – 2. März 2007 2 Wochen (insgesamt 2) \| 2 \| Robin Thicke \| The Evolution of Robin Thicke[6] \| – \| \| 3. März 2007 – 16. März 2007 2 Wochen (insgesamt 2) \| 2 \| Gerald Levert \| In My Songs[7] \| – \| \| 17. März 2007 – 23. März 2007 1 Woche (insgesamt 3) \| 3 \| Robin Thicke \| The Evolution of Robin Thicke \| – \| \| 24. März 2007 – 30. März 2007 1 Woche (insgesamt 1) \| 1 \| The Notorious B.I.G. \| Greatest Hits[8] \| – \| \| 31. März 2007 – 6. April 2007 1 Woche (insgesamt 1) \| 1 \| Musiq Soulchild \| Luvanmusiq[9] \| – \| \| 7. April 2007 – 13. April 2007 1 Woche (insgesamt 1) \| 1 \| Marques Houston \| Veteran[10] \| – \| \| 14. April 2007 – 20. April 2007 1 Woche (insgesamt 1) \| 1 \| Young Buck \| Buck the World[11] \| – \| \| 21. April 2007 – 27. April 2007 1 Woche (insgesamt 2) \| 2 \| Beyoncé \| B’Day[12] \| – \| \| 28. April 2007 – 4. Mai 2007 1 Woche (insgesamt 2) \| 2 \| Young Buck \| Buck the World \| – \| \| 5. Mai 2007 – 11. Mai 2007 1 Woche (insgesamt 2) \| 2 \| Musiq Soulchild \| Luvanmusiq \| – \| \| 12. Mai 2007 – 18. Mai 2007 1 Woche (insgesamt 1) \| 1 \| Joe \| Ain’t Nothin’ Like Me[13] \| – \| \| 19. Mai 2007 – 25. Mai 2007 1 Woche (insgesamt 1) \| 1 \| Ne-Yo \| Because of You[14] \| – \| \| 26. Mai 2007 – 1. Juni 2007 1 Woche (insgesamt 1) \| 1 \| Bobby Valentino \| Special Occasion[15] \| – \| \| 2. Juni 2007 – 8. Juni 2007 1 Woche (insgesamt 1) \| 1 \| Tank \| Sex, Love & Pain[16] \| – \| \| 9. Juni 2007 – 15. Juni 2007 1 Woche (insgesamt 1) \| 1 \| U.S.D.A. \| Cold Summer[17] \| – \| \| 16. Juni 2007 – 22. Juni 2007 1 Woche (insgesamt 1) \| 1 \| R. Kelly \| Double Up[18] \| – \| \| 23. Juni 2007 – 29. Juni 2007 1 Woche (insgesamt 1) \| 1 \| T-Pain \| Epiphany[19] \| – \| \| 30. Juni 2007 – 13. Juli 2007 2 Wochen (insgesamt 2) \| 2 \| Fabolous \| From Nothin’ to Somethin’[20] \| – \| \| 14. Juli 2007 – 20. Juli 2007 1 Woche (insgesamt 2) \| 2 \| T-Pain \| Epiphany \| – \| \| 21. Juli 2007 – 10. August 2007 3 Wochen (insgesamt 3) \| 3 \| T.I. \| T.I. vs. T.I.P.[21] \| – \| \| 11. August 2007 – 17. August 2007 1 Woche (insgesamt 1) \| 1 \| Prince \| Planet Earth[22] \| – \| \| 18. August 2007 – 24. August 2007 1 Woche (insgesamt 1) \| 1 \| Common \| Finding Forever[23] \| – \| \| 25. August 2007 – 7. September 2007 2 Wochen (insgesamt 2) \| 2 \| UGK \| Underground Kingz[24] \| – \| \| 8. September 2007 – 14. September 2007 1 Woche (insgesamt 1) \| 1 \| Swizz Beatz \| One Man Band Man[25] \| – \| \| 15. September 2007 – 28. September 2007 2 Wochen (insgesamt 2) \| 2 \| Yung Joc \| Hustlenomics[26] \| – \| \| 29. September 2007 – 12. Oktober 2007 2 Wochen (insgesamt 2) \| 2 \| Kanye West \| Graduation[27] \| – \| \| 13. Oktober 2007 – 19. Oktober 2007 1 Woche (insgesamt 1) \| 1 \| Keyshia Cole \| Just Like You[28] \| – \| \| 20. Oktober 2007 – 26. Oktober 2007 1 Woche (insgesamt 1) \| 1 \| J. Holiday \| Back of My Lac’[29] \| – \| \| 27. Oktober 2007 – 2. November 2007 1 Woche (insgesamt 2) \| 2 \| Keyshia Cole \| Just Like You \| – \| \| 3. November 2007 – 9. November 2007 1 Woche (insgesamt 1) \| 1 \| Angie Stone \| The Art of Love & War[30] \| – \| \| 10. November 2007 – 16. November 2007 1 Woche (insgesamt 3) \| 3 \| Kanye West \| Graduation \| – \| \| 17. November 2007 – 23. November 2007 1 Woche (insgesamt 1) \| 1 \| Will Downing \| After Tonight[31] \| – \| \| 24. November 2007 – 30. November 2007 1 Woche (insgesamt 1) \| 1 \| Jay-Z \| American Gangster[32] \| – \| \| 1. Dezember 2007 – 28. Dezember 2007 4 Wochen (insgesamt 4) \| 4 \| Alicia Keys \| As I Am[33] \| – \| |                                            |                                            |                                            |                           |
| ← 2006 |                                            |                                            |                                            | → 2008 →                  |
| Zeitraum | Wo. ges.                                   | Interpret                                  | Titel                                      | Zusätzliche Informationen |
| (Zeitraum, Wochen auf Platz eins, Interpret, Titel, zusätzliche Informationen) |                                            |                                            |                                            |                           |
| 30. Dezember 2006 – 5. Januar 2007 1 Woche (insgesamt 1) | 1                                          | Young Jeezy                                | The Inspiration                            | –                         |
| 6. Januar 2007 – 12. Januar 2007 1 Woche (insgesamt 1) | 1                                          | Nas                                        | Hip Hop Is Dead                            | –                         |
| 13. Januar 2007 – 19. Januar 2007 1 Woche (insgesamt 1) | 1                                          | Omarion                                    | 21                                         | –                         |
| 20. Januar 2007 – 9. Februar 2007 3 Wochen (insgesamt 3) | 3                                          | Original Motion Picture Soundtrack         | Dreamgirls: Music from the Motion Picture  | –                         |
| 10. Februar 2007 – 16. Februar 2007 1 Woche (insgesamt 1) | 1                                          | Pretty Ricky                               | Late Night Special                         | –                         |
| 17. Februar 2007 – 2. März 2007 2 Wochen (insgesamt 2) | 2                                          | Robin Thicke                               | The Evolution of Robin Thicke              | –                         |
| 3. März 2007 – 16. März 2007 2 Wochen (insgesamt 2) | 2                                          | Gerald Levert                              | In My Songs                                | –                         |
| 17. März 2007 – 23. März 2007 1 Woche (insgesamt 3) | 3                                          | Robin Thicke                               | The Evolution of Robin Thicke              | –                         |
| 24. März 2007 – 30. März 2007 1 Woche (insgesamt 1) | 1                                          | The Notorious B.I.G.                       | Greatest Hits                              | –                         |
| 31. März 2007 – 6. April 2007 1 Woche (insgesamt 1) | 1                                          | Musiq Soulchild                            | Luvanmusiq                                 | –                         |
| 7. April 2007 – 13. April 2007 1 Woche (insgesamt 1) | 1                                          | Marques Houston                            | Veteran                                    | –                         |
| 14. April 2007 – 20. April 2007 1 Woche (insgesamt 1) | 1                                          | Young Buck                                 | Buck the World                             | –                         |
| 21. April 2007 – 27. April 2007 1 Woche (insgesamt 2) | 2                                          | Beyoncé                                    | B’Day                                      | –                         |
| 28. April 2007 – 4. Mai 2007 1 Woche (insgesamt 2) | 2                                          | Young Buck                                 | Buck the World                             | –                         |
| 5. Mai 2007 – 11. Mai 2007 1 Woche (insgesamt 2) | 2                                          | Musiq Soulchild                            | Luvanmusiq                                 | –                         |
| 12. Mai 2007 – 18. Mai 2007 1 Woche (insgesamt 1) | 1                                          | Joe                                        | Ain’t Nothin’ Like Me                      | –                         |
| 19. Mai 2007 – 25. Mai 2007 1 Woche (insgesamt 1) | 1                                          | Ne-Yo                                      | Because of You                             | –                         |
| 26. Mai 2007 – 1. Juni 2007 1 Woche (insgesamt 1) | 1                                          | Bobby Valentino                            | Special Occasion                           | –                         |
| 2. Juni 2007 – 8. Juni 2007 1 Woche (insgesamt 1) | 1                                          | Tank                                       | Sex, Love & Pain                           | –                         |
| 9. Juni 2007 – 15. Juni 2007 1 Woche (insgesamt 1) | 1                                          | U.S.D.A.                                   | Cold Summer                                | –                         |
| 16. Juni 2007 – 22. Juni 2007 1 Woche (insgesamt 1) | 1                                          | R. Kelly                                   | Double Up                                  | –                         |
| 23. Juni 2007 – 29. Juni 2007 1 Woche (insgesamt 1) | 1                                          | T-Pain                                     | Epiphany                                   | –                         |
| 30. Juni 2007 – 13. Juli 2007 2 Wochen (insgesamt 2) | 2                                          | Fabolous                                   | From Nothin’ to Somethin’                  | –                         |
| 14. Juli 2007 – 20. Juli 2007 1 Woche (insgesamt 2) | 2                                          | T-Pain                                     | Epiphany                                   | –                         |
| 21. Juli 2007 – 10. August 2007 3 Wochen (insgesamt 3) | 3                                          | T.I.                                       | T.I. vs. T.I.P.                            | –                         |
| 11. August 2007 – 17. August 2007 1 Woche (insgesamt 1) | 1                                          | Prince                                     | Planet Earth                               | –                         |
| 18. August 2007 – 24. August 2007 1 Woche (insgesamt 1) | 1                                          | Common                                     | Finding Forever                            | –                         |
| 25. August 2007 – 7. September 2007 2 Wochen (insgesamt 2) | 2                                          | UGK                                        | Underground Kingz                          | –                         |
| 8. September 2007 – 14. September 2007 1 Woche (insgesamt 1) | 1                                          | Swizz Beatz                                | One Man Band Man                           | –                         |
| 15. September 2007 – 28. September 2007 2 Wochen (insgesamt 2) | 2                                          | Yung Joc                                   | Hustlenomics                               | –                         |
| 29. September 2007 – 12. Oktober 2007 2 Wochen (insgesamt 2) | 2                                          | Kanye West                                 | Graduation                                 | –                         |
| 13. Oktober 2007 – 19. Oktober 2007 1 Woche (insgesamt 1) | 1                                          | Keyshia Cole                               | Just Like You                              | –                         |
| 20. Oktober 2007 – 26. Oktober 2007 1 Woche (insgesamt 1) | 1                                          | J. Holiday                                 | Back of My Lac’                            | –                         |
| 27. Oktober 2007 – 2. November 2007 1 Woche (insgesamt 2) | 2                                          | Keyshia Cole                               | Just Like You                              | –                         |
| 3. November 2007 – 9. November 2007 1 Woche (insgesamt 1) | 1                                          | Angie Stone                                | The Art of Love & War                      | –                         |
| 10. November 2007 – 16. November 2007 1 Woche (insgesamt 3) | 3                                          | Kanye West                                 | Graduation                                 | –                         |
| 17. November 2007 – 23. November 2007 1 Woche (insgesamt 1) | 1                                          | Will Downing                               | After Tonight                              | –                         |
| 24. November 2007 – 30. November 2007 1 Woche (insgesamt 1) | 1                                          | Jay-Z                                      | American Gangster                          | –                         |
| 1. Dezember 2007 – 28. Dezember 2007 4 Wochen (insgesamt 4) | 4                                          | Alicia Keys                                | As I Am                                    | –                         |

## Rap-Alben (Top 25)
| ← 2006 ← | Liste der Nummer-eins-R&B-Alben in den USA | Liste der Nummer-eins-R&B-Alben in den USA | Liste der Nummer-eins-R&B-Alben in den USA | 2008 →                    |
| \| Zeitraum \| Wo. ges. \| Interpret \| Titel \| Zusätzliche Informationen \| \| (Zeitraum, Wochen auf Platz eins, Interpret, Titel, zusätzliche Informationen) \| \| \| \| \| \| ------------------------------------------------------------------------------ \| -------- \| ------------------------- \| --------------------------- \| ------------------------- \| \| 30. Dezember 2006 – 5. Januar 2007 1 Woche (insgesamt 1) \| 1 \| Young Jeezy \| The Inspiration \| – \| \| 6. Januar 2007 – 19. Januar 2007 2 Wochen (insgesamt 2) \| 2 \| Nas \| Hip Hop Is Dead \| – \| \| 20. Januar 2007 – 9. Februar 2007 3 Wochen (insgesamt 4) \| 4 \| Young Jeezy \| The Inspiration \| – \| \| 10. Februar 2007 – 16. März 2007 5 Wochen (insgesamt 5) \| 5 \| Pretty Ricky \| Late Night Special \| – \| \| 17. März 2007 – 23. März 2007 1 Woche (insgesamt 1) \| 1 \| B. G. & Chopper City Boyz \| We Got This[34] \| – \| \| 24. März 2007 – 30. März 2007 1 Woche (insgesamt 1) \| 1 \| The Notorious B.I.G. \| Greatest Hits \| – \| \| 31. März 2007 – 13. April 2007 2 Wochen (insgesamt 2) \| 2 \| Rich Boy \| Rich Boy[35] \| – \| \| 14. April 2007 – 20. April 2007 1 Woche (insgesamt 1) \| 1 \| Young Buck \| Buck the World \| – \| \| 21. April 2007 – 27. April 2007 1 Woche (insgesamt 1) \| 1 \| Paul Wall \| Get Money, Stay True[36] \| – \| \| 28. April 2007 – 25. Mai 2007 4 Wochen (insgesamt 5) \| 5 \| Young Buck \| Buck the World \| – \| \| 26. Mai 2007 – 8. Juni 2007 2 Wochen (insgesamt 2) \| 2 \| Bone Thugs-N-Harmony \| Strength & Loyalty[37] \| – \| \| 9. Juni 2007 – 22. Juni 2007 2 Wochen (insgesamt 2) \| 2 \| U.S.D.A. \| Cold Summer \| – \| \| 23. Juni 2007 – 29. Juni 2007 1 Woche (insgesamt 1) \| 1 \| Daddy Yankee \| El Cartel: The Big Boss[38] \| – \| \| 30. Juni 2007 – 20. Juli 2007 3 Wochen (insgesamt 3) \| 3 \| Fabolous \| From Nothin’ to Somethin’ \| – \| \| 21. Juli 2007 – 17. August 2007 4 Wochen (insgesamt 4) \| 4 \| T.I. \| T.I. vs. T.I.P. \| – \| \| 18. August 2007 – 24. August 2007 1 Woche (insgesamt 1) \| 1 \| Common \| Finding Forever \| – \| \| 25. August 2007 – 7. September 2007 2 Wochen (insgesamt 1) \| 1 \| UGK \| Underground Kingz \| – \| \| 8. September 2007 – 14. September 2007 1 Woche (insgesamt 1) \| 1 \| Swizz Beatz \| One Man Band Man \| – \| \| 15. September 2007 – 28. September 2007 2 Wochen (insgesamt 2) \| 2 \| Yung Joc \| Hustlenomics \| – \| \| 29. September 2007 – 19. Oktober 2007 3 Wochen (insgesamt 3) \| 3 \| Kanye West \| Graduation \| – \| \| 20. Oktober 2007 – 26. Oktober 2007 1 Woche (insgesamt 1) \| 1 \| Soulja Boy \| Souljaboytellem.com[39] \| – \| \| 27. Oktober 2007 – 16. November 2007 3 Wochen (insgesamt 6) \| 6 \| Kanye West \| Graduation \| – \| \| 17. November 2007 – 23. November 2007 1 Woche (insgesamt 1) \| 1 \| Playaz Circle \| Supply & Demand[40] \| – \| \| 24. November 2007 – 21. Dezember 2007 4 Wochen (insgesamt 4) \| 4 \| Jay-Z \| American Gangster \| – \| \| 22. Dezember 2007 – 28. Dezember 2007 1 Woche (insgesamt 1) \| 1 \| Scarface \| Made[41] \| – \| |                                            |                                            |                                            |                           |
| ← 2006 |                                            |                                            |                                            | → 2008 →                  |
| Zeitraum | Wo. ges.                                   | Interpret                                  | Titel                                      | Zusätzliche Informationen |
| (Zeitraum, Wochen auf Platz eins, Interpret, Titel, zusätzliche Informationen) |                                            |                                            |                                            |                           |
| 30. Dezember 2006 – 5. Januar 2007 1 Woche (insgesamt 1) | 1                                          | Young Jeezy                                | The Inspiration                            | –                         |
| 6. Januar 2007 – 19. Januar 2007 2 Wochen (insgesamt 2) | 2                                          | Nas                                        | Hip Hop Is Dead                            | –                         |
| 20. Januar 2007 – 9. Februar 2007 3 Wochen (insgesamt 4) | 4                                          | Young Jeezy                                | The Inspiration                            | –                         |
| 10. Februar 2007 – 16. März 2007 5 Wochen (insgesamt 5) | 5                                          | Pretty Ricky                               | Late Night Special                         | –                         |
| 17. März 2007 – 23. März 2007 1 Woche (insgesamt 1) | 1                                          | B. G. & Chopper City Boyz                  | We Got This                                | –                         |
| 24. März 2007 – 30. März 2007 1 Woche (insgesamt 1) | 1                                          | The Notorious B.I.G.                       | Greatest Hits                              | –                         |
| 31. März 2007 – 13. April 2007 2 Wochen (insgesamt 2) | 2                                          | Rich Boy                                   | Rich Boy                                   | –                         |
| 14. April 2007 – 20. April 2007 1 Woche (insgesamt 1) | 1                                          | Young Buck                                 | Buck the World                             | –                         |
| 21. April 2007 – 27. April 2007 1 Woche (insgesamt 1) | 1                                          | Paul Wall                                  | Get Money, Stay True                       | –                         |
| 28. April 2007 – 25. Mai 2007 4 Wochen (insgesamt 5) | 5                                          | Young Buck                                 | Buck the World                             | –                         |
| 26. Mai 2007 – 8. Juni 2007 2 Wochen (insgesamt 2) | 2                                          | Bone Thugs-N-Harmony                       | Strength & Loyalty                         | –                         |
| 9. Juni 2007 – 22. Juni 2007 2 Wochen (insgesamt 2) | 2                                          | U.S.D.A.                                   | Cold Summer                                | –                         |
| 23. Juni 2007 – 29. Juni 2007 1 Woche (insgesamt 1) | 1                                          | Daddy Yankee                               | El Cartel: The Big Boss                    | –                         |
| 30. Juni 2007 – 20. Juli 2007 3 Wochen (insgesamt 3) | 3                                          | Fabolous                                   | From Nothin’ to Somethin’                  | –                         |
| 21. Juli 2007 – 17. August 2007 4 Wochen (insgesamt 4) | 4                                          | T.I.                                       | T.I. vs. T.I.P.                            | –                         |
| 18. August 2007 – 24. August 2007 1 Woche (insgesamt 1) | 1                                          | Common                                     | Finding Forever                            | –                         |
| 25. August 2007 – 7. September 2007 2 Wochen (insgesamt 1) | 1                                          | UGK                                        | Underground Kingz                          | –                         |
| 8. September 2007 – 14. September 2007 1 Woche (insgesamt 1) | 1                                          | Swizz Beatz                                | One Man Band Man                           | –                         |
| 15. September 2007 – 28. September 2007 2 Wochen (insgesamt 2) | 2                                          | Yung Joc                                   | Hustlenomics                               | –                         |
| 29. September 2007 – 19. Oktober 2007 3 Wochen (insgesamt 3) | 3                                          | Kanye West                                 | Graduation                                 | –                         |
| 20. Oktober 2007 – 26. Oktober 2007 1 Woche (insgesamt 1) | 1                                          | Soulja Boy                                 | Souljaboytellem.com                        | –                         |
| 27. Oktober 2007 – 16. November 2007 3 Wochen (insgesamt 6) | 6                                          | Kanye West                                 | Graduation                                 | –                         |
| 17. November 2007 – 23. November 2007 1 Woche (insgesamt 1) | 1                                          | Playaz Circle                              | Supply & Demand                            | –                         |
| 24. November 2007 – 21. Dezember 2007 4 Wochen (insgesamt 4) | 4                                          | Jay-Z                                      | American Gangster                          | –                         |
| 22. Dezember 2007 – 28. Dezember 2007 1 Woche (insgesamt 1) | 1                                          | Scarface                                   | Made                                       | –                         |